# Comuna Vaskivți, Șumsk
Vaskivți (în ucraineană Васьківці) este o comună în raionul Șumsk, regiunea Ternopil, Ucraina, formată din satele Kutî, Mali Sadkî și Vaskivți (reședința).

## Demografie
Componența lingvistică a comunei Vaskivți
     Ucraineană (99,34%)
     Alte limbi (0,66%)
Conform recensământului din 2001, majoritatea populației comunei Vaskivți era vorbitoare de ucraineană (99,34%), existând în minoritate și vorbitori de alte limbi.